# 紅衫軍 (美國)
紅衫軍，是美國南部白人至上主義準軍事恐怖組織，活躍於19世紀後期美國重建時期的最後幾年和結束后。紅衫軍組織起源於1875年的密西西比州，當時反重建政策的私人恐怖部隊採用紅衫，以使自己對南方共和黨人（包括白人和黑人自由民）更加明顯和威脅。卡羅來納州的類似團體也採用了紅色襯衫作為制服。
其中最突出的紅衫軍是民主黨候選人韋德·漢普頓（Wade Hampton III）在1876年和1878年競選期間的支援者。紅衫軍是美國內戰後創建的各種準軍事組織，如路易斯安那州的白人聯盟，其目標是“奪回南方的政治權力”。這些團體充當了「民主黨的軍事部門」。
偶爾，紅衫軍與白人聯盟和各種射擊俱樂部一起從事暴力恐怖主義行為，19世紀後期的類似團體比三K黨更有組織。他們利用組織、恐嚇和暴力來獲得政治權力，讓民主黨人將共和黨人趕下臺、鎮壓平民、剝奪新解放的奴隸贏得的權利。在北卡羅來納州的競選活動中，紅衫軍在恐嚇非民主黨選民方面發揮了重要作用。